# Martinček
Martinček is een Slowaakse gemeente in de regio Žilina, en maakt deel uit van het district Ružomberok.
Martinček telt 386 inwoners.